# 221 Batalion WOP
221 Batalion Wojsk Ochrony Pogranicza – samodzielny pododdział Wojsk Ochrony Pogranicza.

## Formowanie i zmiany organizacyjne
Na podstawie rozkazu MBP nr 043/org z 3 czerwca 1950, na bazie 7 Brygady Ochrony Pogranicza, sformowano 19 Brygadę Wojsk Pogranicza, a z dniem 1 stycznia 1951 11 batalion Ochrony Pogranicza przemianowano na 194 batalion WOP. W 1952 przeniesiono 194 batalion z Kowal Oleckich do Gołdapi i przekazano go 22 Brygadzie WOP jako 221 batalion WOP. Według innych źródeł batalion przeniesiono wiosną 1953
W 1954 batalion powrócił w podporządkowanie 19 Brygady WOP w Ketrzynie.

## Struktura organizacyjna
dowództwo – Gołdap
- 118 strażnica – Gołdap
- 119 strażnica – Bludzie Małe
- 120 strażnica – Sortowo (Trójstyk)
- 121 strażnica – Rutka-Tartak

W 1954 batalionowi podlegały:
- 112 strażnica WOP Gołdap
- 113 strażnica WOP Bludzie
- 114 strażnica WOP Sortowo
- 115 strażnica WOP Rutka Tartak

## Dowódcy batalionu
- mjr Jan Podskoczny (1951-?)
- kpt. Mieczysław Koladyński (?-1952)
- kpt. Stefan Kulczyński (1952-?)
- kpt. Józef Walczuk (był w 1955)[5].